# Ariel Zeitoun
Ariel Zeitoun (* 26. září 1945, Tunis) je francouzský režisér, scenárista a filmový producent tuniského původu.
Poprvé se jako producent zúčastnil výroby filmu L'école est finie roku 1979. Jeho první režírovaný film byl roku 1984 snímek Souvenirs, souvenirs.

## Filmografie

### Režie
- 1984 – Souvenirs, souvenirs
- 1987 – Saxo
- 1993 – Le Nombril du monde
- 1995 – Les chiens ne font pas des chats (TV)
- 1997 – Une femme très très très amoureuse
- 1997 – XXL
- 1998 – Bimbo Land
- 2001 – Yamakasi
- 2007 – Le Dernier gang
- 2013 – Angelika